# 牧野茂 (野球)
牧野 茂（まきの しげる、1928年7月26日 - 1984年12月2日）は、香川県高松市出身の元プロ野球選手（遊撃手）・コーチ、解説者・評論家。

## 経歴
高松で舶来洋服店「三河屋」を営む父・豊八郎、母・民子の間に生まれた。父は慶大卒業後に三越へ入社し、独立して舶来洋服店を開店。根っからの野球好きであり、高松商業学校OBで野球部後援会長を務めていた。会長を引き受けると5万円を寄付し、その5万円で野球部は借金を返済した。牧野が生まれた当時、高松商は高校野球の名門として既に全国にその名を知られており、生まれたばかりの牧野を当時高松商の三塁手で、後に巨人へ入団した水原茂があやしたとも言われる。自身も高松商に進学したが、高松空襲で実家が全焼したため愛知県へ疎開。愛知商業に編入し、戦後初の全国大会となった1946年の第28回全国中等学校優勝野球大会に出場。卒業後の1947年に明治大学へ進学し、東京六大学リーグ通算73試合出場、242打数50安打、打率.207、15打点、0本塁打を記録。
明大の先輩である天知俊一監督の誘いで、大学卒業後の1951年に中日ドラゴンズへ入団。168cmの小柄な身体ながら華麗な守備を見せる遊撃手として活躍し、1954年のリーグ初優勝と初の日本一に大きく貢献。終身打率.217という目立った働きもないまま、1959年限りで現役を引退。
引退後は1960年に中日のコーチとなるが、開幕戦直前の練習中、対戦相手である大洋ベンチの「いよっ、牧野のり平!」という野次（鼻の大きさから、俳優の三木のり平にかけられていて気にしていた）に腹を立て脅かすつもりで手を放したノックバットがダグアウトにいた先発予定の秋山登の額を直撃し、病院送りにするという大惨事を引き起こしている。また、大洋はエースを欠いたこともあり、開幕6連敗しその7戦目に対戦したが、試合前に脅迫状も届いている。明大の先輩である杉下茂監督が辞任したことを受けて同年退団。
退団後は1961年からデイリースポーツ評論家となり、杉下は「評論家になったのだからキャンプを取材しなきゃダメだよ」と旅費をプレゼントしている。舌鋒鋭く巨人の長所短所を批評する彼の書いた新聞記事を見た当時の巨人監督・川上哲治が、その内容に感銘を受け、コーチとして迎えることを決意。同年シーズン途中の7月25日に巨人の一軍コーチとして入団したが、当時、自球団出身者以外の者をコーチとして招聘したのは巨人では勿論、他球団においても例がなかった。川上はドジャースで実践され、成功を収めた組織野球戦術「ドジャース戦法」（スモールベースボールの礎）をチームに根ざすことを考えていた。牧野の執筆した記事を読んだ川上はその野球理論に惚れ、ドジャース戦法導入のキーマンと考え、コーチとして入団させた。それまで「特別練習」と呼んでいた練習をより強い意味にしようという思いから「特別訓練」、略して「特訓」という言葉を生み出した。これがマスコミによって喧伝され、現在では誰もが当たり前に使う言葉として定着した。この年の巨人のキャンプはドジャースがスプリングトレーニングを当時実施していたフロリダ州ベロビーチで行われた。
牧野はチームの帰国後もアメリカに残り、ドジャース戦法をはじめとした組織野球戦法の研究に努めた。ボロボロになるまで『ドジャースの戦法』を読み耽り、その内容をすっかり丸暗記してしまった。1963年春にはベロビーチでその著者であるアル・キャンパニスから直接指導を受け、「守備練習こそが勝利への直通路だ」と結論付けた。そしてその成果は1965年から1973年までの9連覇という形で現れる。V9になった1973年には作戦コーチとして活躍し、川上自ら「牧野がいなかったら、V9は達成出来なかっただろう」と語ったことがあるほど、川上巨人の名参謀として川上の絶対的な信頼を得た。川上は後に『知ってるつもり?!』で牧野が取り上げられた際にも「もし牧野がいなかったら、巨人の『V9』は達成できていなかっただろう」と話していた。
三塁コーチスボックスにコーチが立って選手にサインを送る姿は現在では珍しくないが、それを最初に実践したのは牧野である。それまではチームの監督が立ってサインを直接選手に送っており、監督がコーチに作戦を指示し、それをコーチがブロックサインで選手に送る方式は、V9時代の巨人がパイオニアである。淡口憲治は新人時代、ベンチの川上のサインをコーチャーズボックスの牧野に伝達する役目を担っていたと言う。その他にも、柴田勲のスイッチヒッターへの転向や、宮田征典の成功によるストッパー、セットアッパーの登場、ケガや病気による選手の二軍調整など、現在のプロ野球の常識となった手法はV9の巨人で最初に行われたものが多い。柴田が野手転向した際、ドジャースの1番打者モーリー・ウィルスのような足の速い選手を探していた牧野は柴田にその白羽の矢を立てた。柴田はその期待に応え、赤い手袋をトレードマークにV9の1番打者・盗塁王に成長していく。
1968年には明大の後輩である高田繁が入団し、高田はあっという間にレギュラーポジションを掴む。牧野はルーキー高田の順調すぎるスタートに眼を光らせ、6月の広島戦で左翼手の高田と遊撃手の黒江透修がイージーフライを譲り合いエラーした際、川上と牧野は即座に高田に二軍行きを命じ、牧野は高田の二軍行きを見届けると密かに二軍コーチに連絡を取った。一軍で活躍した選手は二軍へ行くと数日間はなぜか風邪をひいて練習を休むものであり、牧野は高田の様子を聞いたところ、コーチの答は意外なものであった。高田は率先して練習に励んでいるといい、1週間後に一軍の控え選手の故障によって高田は一軍に呼び戻される。後に高田は「あの時ははっきり言ってショックだった。でも後で考えるとあの短い2軍生活が色々なところでプラスになった。あの挫折がなければ天狗になっていたかもしれない。」と振り返っており、その年、V4を飾った日本シリーズでMVPに選ばれたのは打率.385の好成績を残した高田であった。
また、現在、日本のプロ野球において監督、コーチの背番号が70番代以上が多くなっているが、牧野のコーチ就任当時、監督、コーチで現役時代の背番号、あるいは比較的若い番号を着用するケースは珍しくなかったが、昭和30年代後半から、支配下選手登録の増加などもあり、徐々に60番代から70番代など大きい背番号を背負うケースが増えるようになっているが牧野は背番号「72」を最初に着用した人物とされる。牧野の退任後に「72」の背番号は2年間、牧野を偲んでか空き番になっていたが、退団した柴田に代わり、1986年にチームに復帰した土井正三が「72」を着用、1989年にはヘッドコーチとして入閣した近藤昭仁も「72」を着用、共に、三塁コーチを担当していた。
1963年には母校・明大を指導し、明大野球部長は学生野球協会から警告処分を受け、島岡吉郎監督は責任を取って謹慎し、秋のリーグ戦を欠場した。
1974年に川上の勇退を受け、「一度第一線を退いて、改めて野球の勉強をしてみたい」と自身も同年11月20日に退団。その後はTBS「○曜ナイター&エキサイトナイター」解説者・サンケイスポーツ評論家（1975年 - 1980年）として活躍し、理論的な解説は、精神論中心の解説者が多かった中で異彩を放ちファンの人気を集めた。ムー一族が生放送の回にはミニコーナー「ムー情報」に出演し、中継終了後も続く巨人戦の進捗を解説したこともあった。1971年オフに古巣の中日から監督就任の打診を受けるが断り、1975年オフに日本ハムからも監督就任の打診を受けるが、「評論家として、もう少し勉強したい。」という理由で拒否した。
長嶋茂雄が巨人の監督を解任され、王貞治が現役を引退した1980年10月21日に藤田元司の監督就任が決定。藤田に請われ、11月11日にヘッドコーチに就任。契約金は2年契約で5,000万円と言われ、当時のコーチとしては破格の条件であった。1981年には藤田監督、王助監督、牧野ヘッドコーチのトロイカ体制が見事に当たり、8年ぶりに日本一を奪取。同年のオールスター期間中には診察を受け、膀胱癌であることが判明。それでも「今、入院すればチームに迷惑がかかる」と考えた牧野は手術はおろか、入院すらしなかった。シーズン終了後、牧野はようやく手術を受ける。当初は契約通り1982年限りで退任の予定であったが、同年に巨人が中日とのデッドヒートの末に優勝を逃したことから、藤田たっての願いで契約を1年延長。しかし、病魔は牧野の体を蝕んでおり、オフは体調を崩し入退院を繰り返す状態だったという。藤田は、後年、牧野を特集した番組のインタビューで、「自分が牧野さんを殺したようなものだ、一度たりとも、牧野さんを忘れたことがなかった」と後悔するように、当時を振り返っている。また、ヘッドコーチ復帰後の1983年もしばらくは三塁コーチスボックスに立っていたが、最後の日本シリーズでは柴田が務めていた。王が監督に就任したオフの11月9日、同年のリーグ優勝を置き土産に巨人を退団。
退団後の1984年5月には再び手術を受けるが、手遅れであった。牧野が病床にいて、すでに意識もなく、夫人が語りかけても反応のない状態になった時に、見舞いにきた川上が病室に入って「牧野!」と声をかけたところ、牧野は「ハイ」と答えたという。12月2日、中央区築地の国立がんセンターで死去。56歳没。牧野は病床で亡くなる直前まで巨人のことを考えていたらしく、「スエッ! 1番松本…（末次利光打撃コーチ、1番打者は松本匡史だ）」と話していたらしい。
牧野の死から5年後の1989年の日本シリーズ第5戦で、それまでシリーズ無安打であった原辰徳が満塁本塁打を打って、喜びのあまり三塁コーチの近藤と抱き合った時に、興奮した日本テレビの吉田填一郎アナウンサーは、「今、三塁ベースを回って、牧野ヘッドと抱き合い」と実況した。
1991年には野球殿堂入りを果たした。

## エピソード
- 江川卓によれば、ミーティングで「〜の状況のとき、お前ならどうする?」と投手陣に質問し、江川のみが「私は三振を取りに行きます」と発言したためその場で叱責。その後、コーチ室に江川が呼ばれ「お前はあれで良いのだ」と言われたという[要出典]。
- 玉木正之によると「引き分けなしで、ブワーッと無茶苦茶やる野球をやれれば、そりゃ、おもろいだろうなあ……」と漏らしたことがあったという[13]。同書には、生前の牧野が「おれは選手をひとりも育てたことのない唯一のコーチだ」と自負していたという記述もある[14]。
- 堀内恒夫を「野手に転向して打撃に打ち込ませていたら、（打者として名球会に入った）柴田勲以上に大成していた」と太鼓判をおしたことがある[15]。
- 藤田元司とは「ねえ、マキさん」「なんだい?ガンちゃん」と呼び合い、「まるで一卵性双生児」と周囲から冷やかされるほど仲が良く、行動も一緒が多かった[12]。牧野の死後、竹代夫人が「牧野茂日記」を出版したが、その序文で、藤田は「牧野さんと私は、昭和36年以来、途中6年間のブランクを除けば、ずっと巨人の優勝のために、共に寝食を忘れて努力しあった刎頚の間柄だっただけに、牧野さんの訃報に接したときのショックと虚しさがいかに大きかったか、3年が経とうとしている今でも、忘れることができない」と書いている[12]。
- 生前、川上、藤田と3人で、埼玉県飯能市にある名刹・天覧山能仁寺に墓を買おうとしたことがあった[12]。別荘も同じで、静岡県伊豆山に、歩いていける距離で造った[12]。牧野家の別荘はホームベースを意識して、建物を5角形にした[12]。
- キャンプ地の宮崎で大変人気のある焼き鳥店は、どこにでもある串に刺すタイプではなく、地鶏の足1本に包丁を入れ、団扇のように広げると、備長炭で焼き上げるものであった[12]。巨人の選手にもファンが多かったが、牧野と藤田はただ食べるだけではなく、「こんなにうまいものは、東京でも絶対うける!」と、サイドビジネスを決意[12]。店主に直談判してコツを伝授してもらい、「場所は六本木にしよう」という青写真まで作った。色々な事情で実現できなかったが、二人は事あるごとに「出したかったなぁ。残念!」と悔しがっていた[12]。
- どちらが言い出したか不明だが、「船遊びもいいなぁ」ということになり、牧野が小さいクルーザーを手に入れ、二人で一番簡単な免許も取った[12]。当時は森繁久彌の持つクルーザーが豪華で有名であったが、あるテレビ番組に出演した森繁が、船のオーナーとしてのプライドについて語ったことがある[12]。森繁は「ゲストを招いたとき、それぞれのゲストの好みを事前に調べておくのです。俺はどこそこ産の、何年物の赤ワインが好き…とか、わたしは白が好み…だとか。そのときあわてず、はい、どうぞってね」と語り、これを聞いた二人が対抗意識を覗かせ、「俺たちだって、負けないぞ! “ぼくは赤いきつねがいい”といえば、“はい、どうぞ”、“わたしは緑のたぬき”とくれば、“はい、どうぞ”ってな具合だよ」となった[12]。

## 詳細情報

### 年度別打撃成績
| 年 度     | 球 団       | 試 合 | 打 席 | 打 数 | 得 点 | 安 打 | 二 塁 打 | 三 塁 打 | 本 塁 打 | 塁 打 | 打 点 | 盗 塁 | 盗 塁 死 | 犠 打 | 犠 飛 | 四 球 | 敬 遠 | 死 球 | 三 振 | 併 殺 打 | 打 率 | 出 塁 率 | 長 打 率 | O P S |
| --------- | ----------- | ----- | ----- | ----- | ----- | ----- | -------- | -------- | -------- | ----- | ----- | ----- | -------- | ----- | ----- | ----- | ----- | ----- | ----- | -------- | ----- | -------- | -------- | ----- |
| 1952      | 名古屋 中日 | 117   | 444   | 394   | 63    | 96    | 10       | 1        | 2        | 114   | 21    | 27    | 12       | 15    | --    | 35    | --    | 0     | 34    | 6        | .244  | .305     | .289     | .594  |
| 1953      | 名古屋 中日 | 118   | 441   | 395   | 46    | 95    | 18       | 3        | 4        | 131   | 35    | 21    | 6        | 14    | --    | 32    | --    | 0     | 33    | 8        | .241  | .297     | .332     | .629  |
| 1954      | 名古屋 中日 | 112   | 365   | 315   | 26    | 62    | 11       | 1        | 2        | 81    | 30    | 17    | 6        | 20    | 2     | 27    | --    | 1     | 21    | 11       | .197  | .261     | .257     | .518  |
| 1955      | 名古屋 中日 | 107   | 331   | 292   | 23    | 59    | 9        | 4        | 0        | 76    | 12    | 15    | 3        | 9     | 0     | 30    | 0     | 0     | 32    | 13       | .202  | .276     | .260     | .536  |
| 1956      | 名古屋 中日 | 82    | 177   | 152   | 12    | 29    | 1        | 3        | 0        | 36    | 8     | 1     | 3        | 7     | 0     | 17    | 0     | 1     | 18    | 3        | .191  | .276     | .237     | .513  |
| 1957      | 名古屋 中日 | 127   | 438   | 391   | 29    | 85    | 6        | 1        | 1        | 96    | 25    | 13    | 8        | 11    | 1     | 35    | 1     | 0     | 49    | 7        | .217  | .281     | .246     | .527  |
| 1958      | 名古屋 中日 | 74    | 116   | 95    | 12    | 19    | 3        | 0        | 0        | 22    | 3     | 4     | 2        | 3     | 0     | 18    | 0     | 0     | 14    | 2        | .200  | .327     | .232     | .559  |
| 1959      | 名古屋 中日 | 19    | 15    | 12    | 0     | 0     | 0        | 0        | 0        | 0     | 0     | 0     | 0        | 1     | 0     | 2     | 0     | 0     | 1     | 0        | .000  | .143     | .000     | .143  |
| 通算：8年 | 通算：8年   | 756   | 2327  | 2046  | 211   | 445   | 58       | 13       | 9        | 556   | 134   | 98    | 40       | 80    | 3     | 196   | 1     | 2     | 202   | 50       | .217  | .286     | .272     | .558  |

- 名古屋（名古屋ドラゴンズ）は、1954年に中日（中日ドラゴンズ）に球団名を変更

### 表彰
- 野球殿堂競技者表彰（1991年）

### 背番号
- 33 （1952年、1959年）
- 1 （1953年 - 1958年）
- 64 （1960年）
- 50 （1961年7月25日 - 同年終了）
- 72 （1962年 - 1974年、1981年 - 1983年）